# Гидросульфат рубидия
Гидросульфа́т руби́дия — неорганическое соединение, 
кислая соль рубидия и серной кислоты
с химической формулой RbHSO4,
бесцветные кристаллы,
растворяется в воде.

## Получение
- Реакция гидроксида рубидия с избытком концентрированной холодной серной кислоты:

{\displaystyle {\mathsf {RbOH+H_{2}SO_{4}\ {\xrightarrow {0^{o}C}}\ RbHSO_{4}+H_{2}O}}}

## Физические свойства
Гидросульфат рубидия образует бесцветные кристаллы моноклинной сингонии, пространственная группа P 21/c, параметры ячейки a = 1,4354 нм, b = 0,4618 нм, c = 1,4808 нм, β = 120,92°, Z = 8.
При температуре -3°С происходит переход в псевдоортогональную фазу моноклинной сингонии, пространственная группа B 21/a, параметры ячейки a = 2,461 нм, b = 0,4622 нм, c = 1,487 нм, β = 89,89°, Z = 16.
Растворяется в воде.
Является сегнетоэлектриком.
Также образует кислые соли состава Rb3H(SO4)2 и Rb5H3(SO4)4 .

## Химические свойства
- Разлагается при нагревании с хлоридом рубидия:

{\displaystyle {\mathsf {RbCl+RbHSO_{4}\ {\xrightarrow {500-600^{o}C}}\ Rb_{2}SO_{4}+HCl\uparrow }}}